# 가지치기 (형태학)
가지치기 일고리즘은 수학적 형태학을 기반으로하는 디지털 화상 처리에서 사용되는 기술이다. 이것은 골격의 보완과 원하지 않은 기생 요소를 제거하기 위한 얇게하는 알고리즘이다. 이 경우에 '기생' 요소는 선의 전체 모양의 중요한 역할을 하지 않아 제거되어야 하는 것이다. 이 요소는 종종 윤곽선 검출 알고리즘이나 디지털화에서 생성된다.
표준 가지치기 알고리즘은 주어진 수의 점 보다 짧은 모든 가지들을 제거할 것이다. 알고리즘은 끝점에서 시작하고 재귀적으로 주어진 숫자(n)의 점들을 각각의 가지에서 제거한다. 이 단계 이후에 새로운 끝점에 1으로만 이루어진 구조적 요소 (2N+1)(2N+1)를 통한 확장을 적용하고 원래의 이미지와의 교집합을 구한다. 기생 가지가 네 점보다 짧고 알고리즘을 n = 4로 실행 시켰을 경우에, 이 가지는 제거될 것이다. 두 번째 단계는 각 선의 주요 줄기들이이 과정을 통해 짧아지지 않도록 만든다.

## 같이 보기
- 형태학적 영상 처리